# Mihael Mikić
Mihael Mikić (Zagreb, 6 januari 1980) is een Kroatisch voetballer.

## Clubcarrière
Mihael Mikić speelde tussen 1996 en 2008 voor NK Inter Zaprešić, GNK Dinamo Zagreb, 1. FC Kaiserslautern en HNK Rijeka. Hij tekende in 2009 bij Sanfrecce Hiroshima. In januari 2015 verlengde de Kroaat zijn contract bij Sanfrecce Hiroshima met één jaar. Mikić gaf toen in een Japans interview aan nog verder te willen spelen voor Sanfrecce Hiroshima. Verder kondigde Mikić aan, na zijn clubloopbaan, aan de slag te willen als voetbaltrainer.